# Nördlicher Elektrischer Sterngucker
|  | Dieser Artikel wurde aufgrund von formalen oder inhaltlichen Mängeln in der Qualitätssicherung Biologie zur Verbesserung eingetragen. Dies geschieht, um die Qualität der Biologie-Artikel auf ein akzeptables Niveau zu bringen. Bitte hilf mit, diesen Artikel zu verbessern! Artikel, die nicht signifikant verbessert werden, können gegebenenfalls gelöscht werden. Lies dazu auch die näheren Informationen in den Mindestanforderungen an Biologie-Artikel. Begründung: Stilistische Mängel |

Der Nördliche Elektrische Sterngucker (Astroscopus guttatus) ist ein Fisch des westlichen Atlantik und gehört zur Stachelflosser-Familie der Himmelsgucker (Uranoscopidae), die wahrscheinlich mit den Sandaalen (Ammodytidae) verwandt sind. Er verfügt über eine erstaunliche Palette eigen-, ja zum Teil einzigartiger Anpassungen. Wie alle Uranoscopiden gilt er als guter Speisefisch, wird aber aufgrund seiner Lebensweise nur selten gefangen.

## Bau
Wie der Himmelsgucker des Mittelmeeres (Uranoscopus scaber) ist dieser Sterngucker sehr gedrungen und noch breitköpfiger als jener. Er wird über 50 cm lang und 9 kg schwer. Die Rückenlinie ist gerade. Der vierschrötige Kopf ist mit skulpturierten Knochenplatten „gepanzert“. Das oberständige, große Maul steht senkrecht, wie es für einen eingegraben lauernden Stoßräuber nur angemessen ist. Nahe dem Vorderende gibt es einige größere Zähne, die übrigen an den Kiefern sind aber klein. Wenn der Sterngucker nach der Beute schnappt, wirft er den Kopf „in den Nacken“
und stürzt zugleich aus dem Sediment hervor, denn dadurch gelangt der Unterkiefer noch schneller unter die zu packende Beute (vgl. Malacosteinae; „saugschnappen“ kann dieser Fisch kaum). Der Maxillarapparat wird dabei aktiviert, die Oberkiefer-Vorstreckung ist gering. Die ziemlich auseinanderstehenden Augen sind sehr klein, liegen knapp hinter dem Oberkiefer und können bei Bedarf etwas – über die Sandoberfläche – angehoben werden. Beim Fang merkt man mitunter unliebsam, sobald man ihn in die Hand bekommt, dass er spürbar Elektrizität produziert (siehe Abschnitt Nahrungserwerb).
Außerdem ist Astroscopus bekannt geworden als Fisch, der „durch die Nase (ein)atmen“ kann, weil ein (akzessorischer?) Nasensack vorne in die Mundhöhle mündet (siehe Fischnase). Dass die hintere Nasenöffnung in den Mund gewandert wäre, was Atz vermutete, trifft aber nicht zu (siehe unten). Die Nasenlöcher und die Maulspalte sind durch kleine Hautlappen (Fransen) vor dem Eindringen von Sand geschützt und zugleich getarnt: sie ähneln der Mantelöffnung einer Muschel. Gegen Feinde verteidigt sich der Fisch mit je einem seitlichen Stachel (stumpf, hautbedeckt, mit Giftdrüse) dorsal am Cleithrum (Schultergürtel) oberhalb der Brustflosse.
- Flossenformel: D1 IV-V, D2 I/12-13, A 13, P 18-20, V I/5, C 19.

Die Bauchflossen (V) stehen weit vorne (jugular) und sind recht kräftig. Rumpf und Schwanz sind mit kleinen, glatten Schuppen bedeckt, die an den Seiten ein schräges Streifen- („Fischgräten-“)muster zeichnen. Die undeutliche Seitenlinie verläuft hoch am Rücken über ~110 Cycloidschuppen. Die Wirbelsäule umfasst 25 Elemente. Eine Schwimmblase fehlt.
Rücken und Seiten sind (meist dunkel)braun, mit unregelmäßig verteilten hellen Punkten (guttatus „gesprenkelt“); der Bauch ist hell. Die großen rundlichen Brustflossen (dorsal am längsten: „schaufelartig“) sind distal dunkel, aber weiß gesäumt, die Bauchflossen hell; die Schwanzflosse (mit bogigem Hinterrand) ist oft hell-dunkel gebändert (bei Jungfischen auch der Schwanz), die weiche Rücken- und manchmal auch die Afterflosse dunkel gesäumt, während die kleine dreieckige vordere Rückenflosse meist schwarz ist. Da sie damit etwa der von Trachinus vipera ähnelt, wo sie Giftdrüsen hat, hat man hier von Müllerscher Mimikry gesprochen. Zu Unrecht, wenn engere Verwandtschaft besteht, denn dann läge bloß Funktionswechsel vor.

## Nahrungserwerb
Als Beute dienen vorwiegend kleine Fische, ab und zu Tintenfische und Krebse, die er nicht wie der Himmelsgucker mit einem wurmförmigen Hautlappen der Unterkiefer-Valve anlockt. Man dachte daher, dass er sie, sobald sie dem Maul nahe genug ist, durch Stromstöße lähmt. Denn dass er leichte Schläge auszuteilen imstande ist, wird jedem Fischer sofort klar, wenn er ihn fängt.
Die Stromstöße werden von elektrischen Organen erzeugt, die sich beim Jungfisch aus geraden Augenmuskeln in je einer Tasche hinter den Augen bilden. Die Augen müssen ja nicht sehr beweglich sein, da sie aus dem Substrat ohnehin nur nach oben blicken. Doch hat sich dann herausgestellt, dass er die Stromstöße (bis 50 V) verwendet, um größere Fische, die ihn gefährden könnten, abzuschrecken. Die Entladungsfrequenz ist temperaturabhängig: 50 Hz bei 15° bis über 500 Hz bei 35°, was dem oberen Temperaturlimit schon nahekommt. Zum Lähmen von Beute reicht die Stromstärke im Wasser zwar nicht – sehr wohl aber vermag sie außerhalb des Wassers die Hand eines ihn ungeschickt Anfassenden eine Weile zu verkrampfen. Es liegt auch nahe, dass der Sterngucker mit seinesgleichen elektrisch kommuniziert, etwa um Gleichverteilung im Biotop zu erzielen oder um mit Geschlechtspartnern in Kontakt zu treten – obwohl er gar keine Elektrorezeptoren hat. Messbare elektrische Aktivität bei Annäherung eines Beutetieres bezweckt dagegen vielleicht dessen „Verwirrung“.

## Atmung und Wittern
Nach Beutefang oder Störung gräbt er sich mit schaufelnden Bewegungen seiner Brustflossen im Nu wieder ein. Dass er dann (wie unser Himmelsgucker) nicht in der bei Fischen üblichen Weise, nämlich durch Heben und Senken von Suspensorium (s. Fischmaul) und Kiemendeckel, atmen kann, ist klar, da der Druck des Substrats diese seitlichen Bewegungen ausschließt (siehe die eingehende Beschreibung des Schädels bei Gregory 1933). Die Atmung kann nur unter dem Kopf mittels der Hyoide und der Branchiostegalmembranen erfolgen, ist also einphasig – aber der Fisch hat ja beim Lauern ohnehin einen geringen Energieumsatz. Zweifellos helfen beim Sich-Eingraben die kräftigen Bauchflossen, den Atemraum freizuhalten; diesem Zweck dient auch das heftige Atmen, womit das Sediment unter dem Kopf weggeblasen wird.
Das Atemwasser strömt durch die Kiemen(deckel)spalten ab, bei feinerem Sand und Schlick natürlich nur dorsal, wo der Widerstand am geringsten ist – der Fisch „verrät“ sich daher unter Umständen durch zwei kleine runde Zonen ,flimmernden’ Sandes. Hingegen ist die Darstellung unrichtig, er hätte zur Ausatmung zwei nach hinten-oben gerichtete „Siphonen“. Angeblich verwendet er Sandflimmern und sogar einseitiges „Augenrollen“ (mit dem vom Opfer entfernteren Auge) zur Beute-Anlockung. Auch Trachinus soll so verfahren und Beutetiere durch Verdrehen seiner irisierenden Hornhaut "betören".
Die Einatmung erfolgt also auch über die Nase – aber nie nur über sie, denn wegen der Viskosität des Wassers wären die Passagen dafür viel zu eng. Ob das Maul überhaupt völlig geschlossen werden kann, ist zudem fraglich. Es sind aber sehr durchscheinende Bukkalvalven mit Rückschlagventil-Funktion vorhanden. Mittels der Nasenatmung könnte der Fisch in der Dunkelheit oder bei Wassertrübe Beute auch geruchlich erspüren („wittern“) – doch ist noch unklar, wie weit diese Fähigkeit ausgeprägt ist. Infolge der Unbeweglichkeit des Suspensoriums ist der normale Riech-Mechanismus der Stachelflosser (mit Bewegungen des Lacrimale, siehe Fischnase) ja ausgefallen. Es erscheint plausibel, dass dafür die Verbindung Nase – Mundhöhle entstanden ist. Er nützt diese Verbindung aber auch, um Wasser in die Orbita zu pressen – denn die hintere Narine mündet in sie: zur erwähnten Hebung der Augen.

## Laichgeschäft und Entwicklung
Er laicht im Spätfrühling oder Frühsommer am Grund, die Eier aber sind pelagisch und treiben langsam zur Oberfläche empor.
Die transparenten Larven leben bis zu ihrer Länge von 5-7 mm vom Dottersack. Danach ernähren sie sich von Plankton und Nekton, wobei sie sich auch als Kannibalen erweisen. Die Haut wird dunkel, aber am Kinn entsteht ein leuchtend gelber Fleck. Ab der Länge von 12-15 mm bilden sich die erwähnten Augenmuskeln zu den Elektroplaxen um, die physiologisch wieder eigenartig sind, aber noch die größte Ähnlichkeit zu denen der Zitterrochen haben. Die Jungfische nähern sich der Küste und dem Sandgrund, besonders Seegraswiesen (nahe oder in Riffen). Während des Wachstums bleiben die Augen zurück, gelangen mehr und mehr an die Kopfoberseite und die Fische beginnen schließlich – in tieferes Wasser abwandernd – sich zum Nahrungserwerb einzugraben, wo sie dann etliche Jahre leben und jährlich laichen.

## Verbreitung und verwandte Arten
Der Fisch kommt im westlichen Atlantik von New York bis North Carolina vor. Er lebt epibenthisch in Tiefen bis 100 m (meist 7–40 m) auf feinem bis grobem Sand oder feinem Kies.
Sehr ähnlich in Färbung und Lebensweise sind die drei weiteren amerikanischen Arten von Astroscopus (siehe Uranoscopidae).

## Etymologie
Zu beachten ist, dass es auch den Gattungsnamen Asteroscopus gibt – bei den Eulenfaltern (Noctuidae). Der semantische Unterschied besteht darin, dass sich astero- aus ἀστήρ „Stern“ ableitet, astro- aber aus ἄστρον „Sternbild“ – somit wären diese Fische eigentlich „Sternbild-Gucker“.